# Adolphe Bibanzoulou
Adolphe Bibanzoulou dit Amoyen est un footballeur congolais (RC), devenu entraîneur de football. Il est connu pour avoir gagné la CAN 1972.

## Biographie
International congolais (RC), il dispute d'abord la Coupe des Tropiques 1962 qu'il remporte. Il joue ensuite la CAN 1968, la première participation des Diables Rouges à cette compétition, qui sont éliminés au premier tour.
Il devient ensuite le sélectionneur des Diables Rouges, et remporte la CAN 1972. Il s'agit du seul titre majeur remporté par la République du Congo.

## Palmarès
- Vainqueur de la Coupe d'Afrique des nations 1972 avec l'équipe du Congo (en tant que sélectionneur)